# Renato Martins (futebolista)
Renato Martins, mais conhecido como Renato (Delmiro Gouveia, 14 de julho de 1962), é um ex-futebolista brasileiro que atuava como lateral esquerdo. 

## Carreira
Renato começou a sua carreira como futebolista atuando pela Associação Esportiva Guaratinguetá, da cidade do mesmo nome, no Estado de São Paulo, em 1982.
Transferiu-se para o Fluminense, onde jogou de 1984 a janeiro de 1987, atuando em 85 partidas, com 49 vitórias, 19 empates e 17 derrotas, marcando 2 gols, um contra o Olaria, na vitória do Fluminense por 2–1 no Estádio da Rua Bariri em 13 de outubro de 1985, e outro contra o Vasco da Gama, na vitória tricolor por 2–0 em 27 de outubro, duas semanas depois, em partida disputada no Estádio do Maracanã.
Atuou no Botafogo de 1987 a 1991, com uma breve passagem pelo Palmeiras ainda em 1987 (38 jogos, com 13 vitórias, 17 empates, 13 derrotas e 1 gol marcado).
Após a sua passagem pelo Botafogo, transferiu-se para o Clube Atlético Paranaense, onde jogou em 1991 e 1992, ano no qual foi jogar no Esporte Clube Vitória, ficando até 1993, sagrando-se vice campeão brasileiro. Nesse ano  ainda jogaria no America Football Club (Rio de Janeiro) e em 1994 no Ceará Sporting Club e na Associação Portuguesa de Desportos.<

## Títulos
Fluminense
- Campeonato Carioca: 1984 e 1985
- Campeonato Brasileiro: 1984
- Taça Guanabara: 1985
- Torneio de Seul: 1984
- Trofeo de La Amistad (Paraguai) : 1984 (Club Cerro Porteño versus Fluminense)
- Taça Amizade dos Campeões (Luanda, Angola): 1985 (Petro Atlético versus Fluminense)
- Troféu Gov. Geraldo Bulhões - 1984
- Taça Francisco Horta - (Flu versus Santo  André) - 1984
- Troféu Prefeito Celso Damaso - 1985
- Taça Sollar Tintas (Fluminense versus America)- 1985
- Taça 16 anos da Tv Cultura - (Avaí versus Fluminense) - 1986

Botafogo
- Campeonato Carioca: 1989 e 1990
- Taça Rio: 1989
- Troféu Cidade de Palma de Mallorca: 1988
- Torneio da Amizade de Veracruz: 1990
- Taça Nilton dos Santos (contra o Vasco): 1989
- Taça Fundação Rio Esportes (contra o Flamengo): 1989
- Taça Rádio Nova Friburgo (contra o Vasco): 1990
- Troféu Gérson de Oliveira Nunes (contra o Flamengo): 1990
- Troféu Radialista Waldir Amaral (contra o Flamengo): 1990
- Supercopa Xerox (contra o Leeds United FC): 1991